# Eifel
Eifel – pasmo górskie w południowo-zachodnich Niemczech, w Nadrenii-Palatynacie, w sąsiedztwie doliny Mozeli i Renu. Wchodzi w skład Reńskich Gór Łupkowych, będących podprowincją Średniogórza Niemieckiego. Są geologiczną kontynuacją Ardenów. Najwyższym szczytem jest Hohe Acht (747 m n.p.m.) koło miasta Adenau, 40 km na zachód od Koblencji. 
Eifel zajmuje około 5300 km². Na skraju masywu znajdują się dwa znaczne miasta bogate w zabytki: Akwizgran oraz Trewir. 
W granicach pasma znajduje się Park Narodowy Eifel oraz Geopark Krajobrazowy Eifel Wulkaniczny (niem. Natur- und Geopark Vulkaneifel), transgraniczny Niemiecko-Luksemburski Park Krajobrazowy (niem. Deutsch-Luxemburgischer Naturpark, luks. Däitsch-Lëtzebuerger Naturpark, fr. Parc naturel germano-luxembourgeois), transgraniczny niemiecko-belgijski Park Krajobrazowy Hohes Venn-Eifel (niem. Naturpark Hohes Venn-Eifel, fr. Parc naturel des Hautes-Fagnes–Eifel), a o skraj masywu zahacza Nadreński Park Krajobrazowy (niem. Naturpark Rheinland). 

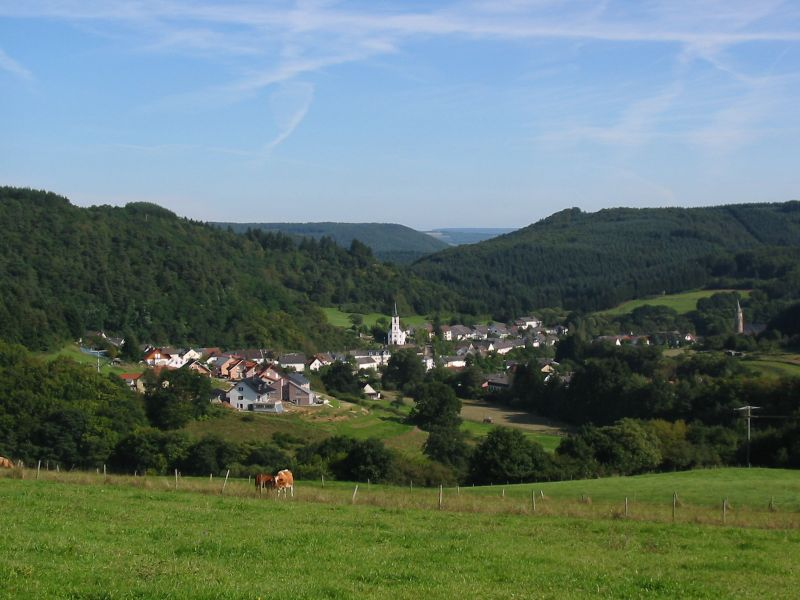
Wioska w górach Eifel